# 东柯河
东柯河，是中国长江流域的一条河流，汇入阿柯河，属于大渡河水系。河长62千米，流域面积1060平方千米，年均流量16立方米每秒。自然落差720米。水能理论蕴藏量3万千瓦。